# Violette purperspreeuw
De violette purperspreeuw (Aplonis metallica) is een spreeuwensoort uit Nieuw-Guinea en Noordoost-Australië. Het is een vogel die wijd verspreid voorkomt.

## Kenmerken
De violette purperspreeuw is 23 cm lang en geheel zwart met een violetkleurige metaalglans en een vrij lange staart die geleidelijk in breedte afneemt. Onvolwassen vogels zijn van boven donker en van onder wit met duidelijke zwarte strepen. Opvallend zijn de felrode ogen.

## Verspreiding en leefgebied
De violette purperspreeuw komt voor op Nieuw-Guinea en praktisch alle omliggende eilanden, waaronder ook de Molukken en de Salomonseilanden. Verder komt de soort voor in een smalle strook langs de kust in het noordoosten van Australië. Het is een vogel van bosranden, heuvellandbos tot op 1000 m boven de zeespiegel, bossen langs de kust en tuinen.
De soort telt 4 ondersoorten:
- A. m. metallica: de Molukken, Nieuw-Guinea, noordoostelijk Australië en de meest nabijgelegen eilanden.
- A. m. nitida: de Bismarck-archipel (behalve het noordwesten) en de Salomonseilanden.
- A. m. purpureiceps: de Admiraliteitseilanden.
- A. m. inornata: Numfor en Biak.

## Status
De violette purperspreeuw heeft een enorm groot verspreidingsgebied en daardoor alleen al is de kans op uitsterven gering. De grootte van de populatie is niet gekwantificeerd. Er is geen aanleiding te veronderstellen dat de soort in aantal achteruit gaat. Om die reden staat deze purperspreeuw als niet bedreigd op de Rode Lijst van de IUCN.

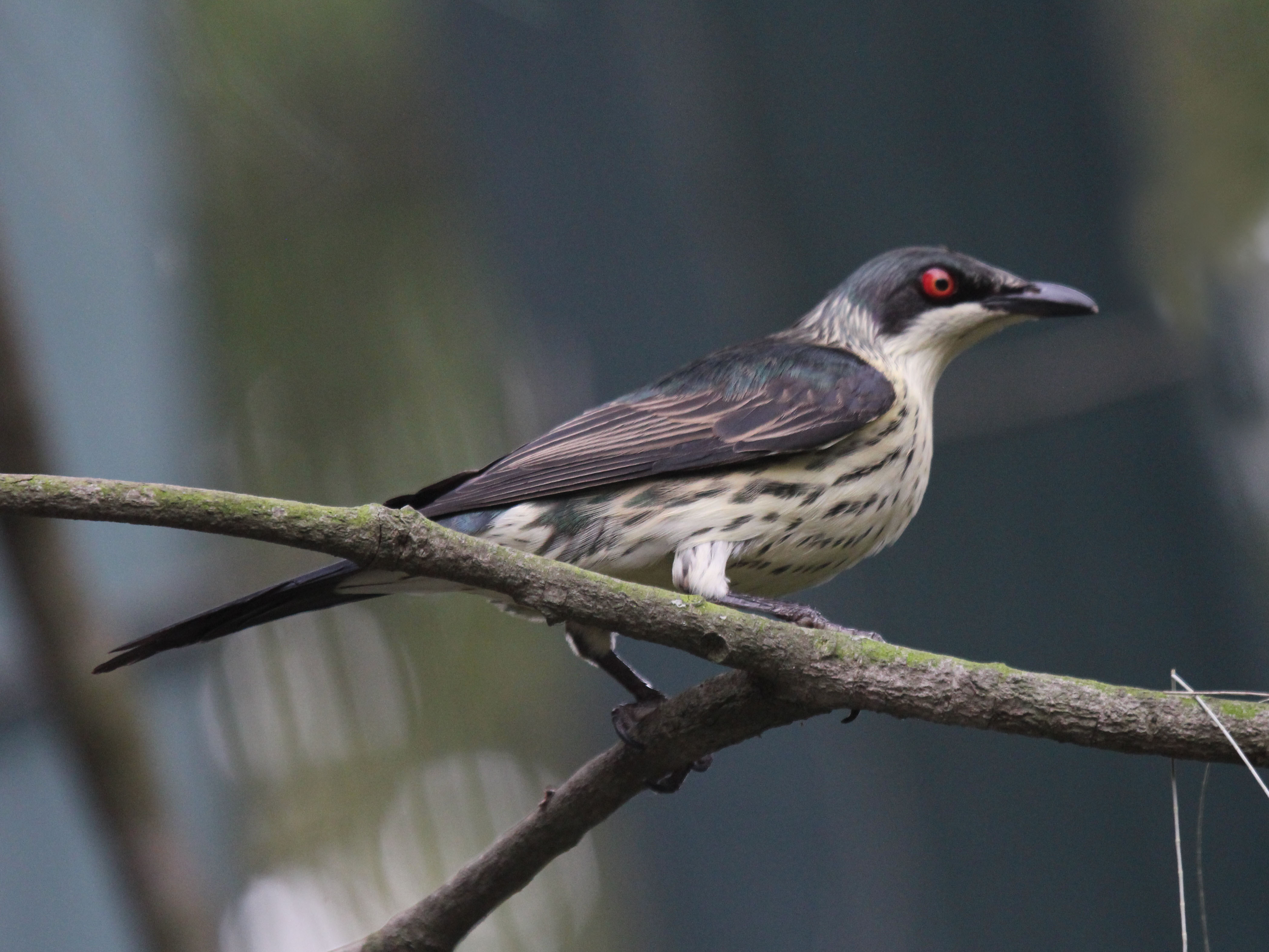
Onvolwassen violette purperspreeuw